# Battaglia di Palonka
La battaglia di Palonka (in polacco Połonka) fu uno scontro combattuto tra esercito russo e polacco-lituano che ebbe luogo il 29 giugno 1660 durante la guerra russo-polacca del (1654–1667). L'esercito polacco-lituano comandato da Stefan Czarniecki e da Paweł Jan Sapieha costrinse l'esercito russo alla ritirata dopo una serie di manovre.186 La sconfitta de russi significò anche l'abbandono dell'assedio di Ljachavičy (Lachowicze).

## Antefatto
Alla fine di giugno del 1660, dopo il trattato di Oliva, un esercito lituano comandato da Paweł Jan Sapieha attaccò i russi che occupavano gran parte del territorio del Granducato di Lituania. I lituani vennero supportati dai polacchi guidati da Stefan Czarniecki, ed il loro obbiettivo era la fine dell'assedio di Ljachavičy. Le unità polacco-lituane, che insieme disponevano di 13 000 uomini e 2 cannoni, partirono da Słonim. Davanti a loro sul campo si trovava l'esercito russo comandato da Ivan Andreevič Chovanskij (Tararui), con un numero imprecisato di soldati (24 000 secondo alcune stime, ma più facilmente 8500).
La mattina del 28 giugno le unità polacche al fronte, marciando in direzione di Baranavičy, attraversarono il fiume Palonka, ad est della cittadina omonima. Qui, i polacchi si scontrarono con le unità nemiche e ne nacque un primo scontro. Quando giunse sul posto il grosso dell'esercito russo, i polacchi si ritirarono dietro al fiume e l'esercito confederato iniziò a prepararsi per il vero scontro. I polacchi si posero sul fianco destro, i lituani su quello sinistro ed il centro vennero poste unità miste; l'artiglieria era posta sul retro.

## La battaglia
I primi ad attaccare furono i russi che si scontrarono da subito con un pesante fuoco nemico e con l'intervento dei dragoni polacchi e poi degli ussari che respinsero le unità russe alle loro posizioni di partenza. Chovanskij decise quindi di attaccare il fianco lituano, utilizzando la sua cavalleria. I lituani, ad ogni modo, resistettero fieramente all'assedio e non si ritirarono.
Quando i dragoni di Stefan Czarniecki riuscirono a prendere la riva destra del fiume, l'esercito polacco-lituano si gettò all'assalto dei russi. Unità di cavalleria al comando del colonnello Gabriel Wojnillowicz, che erano rimaste nascoste dietro le linee polacche, superarono le paludi locali ed attaccarono il fianco sinistro dei russi. Gli ussari polacchi costrinsero la fanteria russa a ripiegare, mentre le truppe confederate li attaccavano sul retro, costringendo i moscoviti ad esporre il fianco. I russi si ritirarono verso Polack, inseguiti dai lituani che fecero centinaia di morti sul campo. Chovanskij stesso riuscì a fuggire, assieme ad un piccolo gruppo di cavalieri. La fanteria russa rimasta sul campo venne massacrata o catturata dalle forze confederate.